# 5G LAB
5G LAB（ファイブジーラボ）はソフトバンクが2020年3月27日から提供している5Gの商用サービス。エンタメやスポーツを中心に5G時代ならではの臨場感あふれる視聴体験を実現する配信サービスである。

## 概要
ソフトバンクは「AR SQUARE」「VR SQUARE」「FR SQUARE」の3つのアプリと、クラウドゲームサービス「GAME SQUARE」からなる5Gコンテンツのサービス提供を行う事を2020年3月5日に催された「SoftBank 5G 新商品・新サービス発表会」にて発表した。説明会に登壇した副社長の榛葉淳によれば、「5G LAB」の狙いは「エンタメ・スポーツの体験価値を変えていくこと」。好きなアイドルが、実際に目の前で踊っているような感覚で、ライブ映像を鑑賞したい。あるいは、スポーツの試合において、自分の好きな選手が活躍する場面を、お気に入りのアングルから観戦したい。つまり、場所や時間に拘束されることなく、ライブ映像、試合映像を、特等席に座っているかのように自由視点で体験できる。これが「5G LAB」を提供する狙いであるという。SoftBank 5Gが運用開始された同年3月27日より「AR SQUARE」「VR SQUARE」「FR SQUARE」がサービス開始され、「GAME SQUARE」も6月10日に正式サービス開始された。2023年1月31日より公式サイトがリニューアルされ、現在の「ENTERTAINMENT」「METAVERSE/NFT」「SPORTS」のカテゴリーに再編された。

## サービス内容
5G LABが展開するサービスを紹介する。本サービスは4GやWi-Fiでも利用できるが、5G環境の場合が、より快適に楽しめるとのこと。 

### 初期

#### AR SQUARE
アイドルやキャラクターなどを、360度回転、拡大、縮小して自由に鑑賞したり、スマホのカメラを通して、好きなアイドルやキャラクターを出現させ、現実の背景や人物と一緒に写真や動画を撮影したりすることができる拡張現実のアプリ。リアライズ・モバイル・コミュニケーションズと共同開設した3Dホログラム撮影スタジオで、30台のカメラを駆使して制作したアプリオリジナルコンテンツも用意。撮影した写真や動画をSNSに投稿することもできる。5G LAB公式サイトリニューアル後はENTERTAINMENTに再編。

#### VR SQUARE
2019年にリリースしたアプリ「LiVR」を本サービスの提供に合わせてジャンルやコンテンツを拡張し、「VR SQUARE」として改称。音楽ライブやスポーツ観戦を特等席で参加しているような体験ができたり、複数の視点を切り替えて視聴したりすることが可能としている。さらに、VRゴーグルを装着することで、コンテンツを立体的に視聴することができ、スマホだけでも視点が切り替えられる高品質な映像を視聴することができる。2023年1月31日に「FR SQUARE」を統合、ENTERTAINMENTに再編された。

#### FR SQUARE
FRとは「Free view point Reality（多視点）」というコンセプトに基づいた造語。「FR SQUARE」は舞台や会場の正面・側面など、さまざまな角度で映像を楽しむことができるアプリ。音楽ライブで、お気に入りメンバーだけを選んで視聴したり、スポーツの試合では、映像を回転させながら好きな角度で視聴したりすることが可能。2023年1月30日にサービス終了し、翌日1月31日に「FR SQUARE」へ統合、「FR SQUARE」のコンテンツは「VR SQUARE」に引き継がれた。

#### GAME SQUARE
「5G LAB」の「GAME SQUARE」カテゴリーにおいて、NVIDIAのクラウドゲーミングサービス「GeForce NOW」の日本向け「GeForce NOW Powered by SoftBank」を2020年6月10日より正式サービス開始。データ処理負荷の高いPCゲームを、5Gならではの高速・大容量かつ低遅延の通信を活かしてタブレットやスマートフォンなどデバイスや場所を問わずに、高性能を要求するゲームがいつでもどこでも楽しめる。2018年後半に日本の市場調査などを行い、そこから約1年かけて設備などを構築、2019年末からベータ版を経てサービス開始にこぎつけた。2023年1月31日から「ENTERTAINMENT」に再編するも2024年3月29日を以って「GeForce NOW Powered by SoftBank」をサービス終了。

### リニューアル後
「5G LAB」内のカテゴリーが「ENTERTAINMENT」「METAVERSE/NFT」「SPORTS」に再編。

#### ENTERTAINMENT
初期のカテゴリー「AR SQUARE」「VR SQUARE」「FR SQUARE」「GAME SQUARE」が「AR」(AR SQUARE)、「VR」（VR SQUARE）、「CLOUD GAME」（GAME SQUARE、2024年3月サービス終了。以後抹消。）に再編。2024年9月より「3D」（トビデル）が加わる。

##### トビデル
専用の保護ガラスをスマートフォン表面に貼り、スマートフォン内の写真や動画を、裸眼（3D眼鏡非着用）で、3Dが楽しめるアプリを、2024年9月6日にリリースした。サービス開始時点で対応OSがiOSのみ、対応機種も限られている。

#### METAVERSE/NFT

##### METAVERSE

###### バーチャルPayPayドーム
福岡ソフトバンクホークスの本拠地「PayPayドーム」の一部をバーチャル空間上で再現し、アバター同士のコミュニケーションや実際の試合と準リアルタイムで連携した「バーチャル投球体験」などが無料で楽しめる。5G LABのコンテンツとして2022年5月27日よりサービス開始。5G LABリニューアル後、「METAVERSE/NFT」に属する。2024年6月にバーチャルPayPayドーム公式サイトが消失し、5G LAB公式サイトからも記載が抹消された。

###### 5G LAB in ZEP
NAVER ZとSUPERCATの合弁会社ZEP社が運営する2Dメタバースプラットフォーム「ZEP」にて、ソフトバンクが5G LABのメタバースホームページ「5G LAB in ZEP」を2023年4月28日に開設した。

###### バーチャルソフトバンクショップ
ソフトバンクショップ in ZEPETO
NAVERが運営する3Dアバターソーシャルアプリ「ZEPETO」のメタバース空間にてソフトバンクショップが2022年6月23日に開設された。マイアバターでソフトバンクショップ内を歩き回ったり 実際にソフトバンククルーと会話もできる。翌年から5G LABの「METAVERSE/NFT」に位置付けられ、同年3月7日に大規模リニューアルされた。
ソフトバンクショップ in Metapa
凸版印刷が運営するメタバースモールアプリ「メタパ」にて、アバターのショップクルーが接客するバーチャル携帯キャリアショップ「ソフトバンクショップ in Metapa」を、2022年7月1日に開設。同年9月14日に、相互送客機能が導入され、特定の店舗間を直接行き来することができるようになった。翌年から5G LABの「METAVERSE/NFT」に位置付けられる。

##### NFT

###### NFT LAB
“使える・遊べる NFT”をコンセプトに、XRコンテンツが楽しめるNFTオンラインストア「NFT LAB」のサービスを、2023年3月7日から開始した。NFT LABで販売されるNFTには、VR・ARなどの特典が付属し、「AR SQUARE」「VR SQUARE」から視聴できる。

#### SPORTS

##### LIVE STREAMING

###### ベースボールLIVE
「5G LAB」のサービスとして、次世代の観戦スタイルでプロ野球パシフィック・リーグなどの野球中継を楽しめるアプリ「ベースボールLIVE」を、Yahoo!プレミアム会員向けに2021年3月26日から提供を開始した。パ・リーグ公式戦全試合およびセ・パ交流戦のライブ・見逃し配信を追加料金なしで視聴でき、PayPayドームで開催するソフトバンクホークス主催試合は、一塁・三塁側や天井などに設置された複数のカメラで撮影している映像から見どころのシーンを視聴できる「ぐるっとハイライト」のオンデマンド配信も実施。なお、「ベースボールLIVE」の提供に伴い、2020年シーズンまで提供していた「パ・リーグLIVE」のサービス提供および「FR SQUARE」でのソフトバンクホークス戦の配信は終了。VR映像は「VR SQUARE」の「ソフトバンクホークスチャンネル」で2021年シーズンまで配信されたのち、2022年シーズンより「ベースボールLIVE」へ移行した。 

###### バスケットLIVE
5G LAB開始期に、「FR SQUARE」のラインアップとして、「バスケットLIVE」が、対象の動画サービスやSNSが使い放題になる「動画SNS放題」の対象サービスとなっていた。「VR SQUARE」で一部試合のライブ配信や見逃し配信が行われたり、「AR SQUARE」では注目選手の美技をさまざまな角度から楽しめるARコンテンツが提供されていた。5G LAB公式サイトリニューアル後は5G LABのスポーツ中継のコンテンツとして掲載されている。